# Пфаффенгофен-ан-дер-Ільм
Пфаффенгофен-ан-дер-Ільм (нім. Pfaffenhofen an der Ilm) — місто в Німеччині, розташоване в землі Баварія. Підпорядковується адміністративному округу Верхня Баварія. Адміністративний центр району Пфаффенгофен.
Площа — 92,39 км2. Населення становить 26 272 ос. (станом на 31 грудня 2020).